# Funktor (Logik)
In der Logik wird unter einem Funktor gewöhnlich ein Operator verstanden, der – je nach Stelligkeit – auf einen oder mehrere singuläre Terme (Variable, Nominatoren oder funktorielle Terme) angewendet wird und wiederum einen singulären Term erzeugt. Beispielsweise wird "der Vater von …" üblicherweise als einstelliger Funktor, das arithmetische Symbol "+" als zweistelliger Funktor aufgefasst. "Der Wasserstand von … am … in …" wäre ein Beispiel für einen dreistelligen Funktor (Einsetzungen für die durch Auslassungspunkte markierten "Stellen" könnten sein: "Rhein", "20.08.07", "Bingen").
Dass hier eine Deutung als Funktor (oder alternativ als Kennzeichnung) nahe liegt, geht daraus hervor, dass ein Gebilde wie "der Vater von Hans" sich auf genau einen Gegenstand bezieht und wie ein Nominator eine Stelle eines Prädikators besetzen kann; zum Beispiel "Der Vater von Hans ist identisch mit Franz", "2+2 = 4". Oft werden Funktoren durch Kleinbuchstaben symbolisiert, um sie leichter von Prädikatoren unterscheiden zu können: "der-vater-von(x)" oder "v(x)" im Unterschied zu "Ist-Vater-von(x,y)" oder "V(x,y)" bzw. "xVy". Aufgrund der rekursiven Struktur von Standardsprachen ist auch "der-vater-von(der-vater-von(a))" ein zulässiger Ausdruck.
Präziser: Durch Anwendung eines n-stelligen Funktors φ(…) auf n Terme θ1 bis θn entsteht ein funktorieller Term.
Sind θ1 bis θn sämtlich geschlossen (variablenfrei), so ist auch φ(θ1,…,θn) geschlossen.
Für jeden Term θi in φ(θ1,…,θn) gilt: Ist θi in einer Variablen ξ offen, so ist auch φ(θ1,…,θn) in ξ offen.
Das obige Vater-Beispiel macht deutlich, dass sich n-stellige Funktoren im Rückgriff auf n+1-stellige Prädikatoren definieren lassen, nach dem Schema:

{\displaystyle \forall \xi \forall \omega \ (\varphi (\xi )=\omega \leftrightarrow \Phi (\xi ,\omega ))}
Auch Kennzeichnungsterme eignen sich zur definitorischen Einführung von Funktoren:

{\displaystyle \forall \xi \ (\varphi (\xi )=\imath \omega \ \Phi (\xi ,\omega ))}
Bei der Einführung eines Funktors muss garantiert sein, dass sich der entstehende funktorielle Term auf genau ein Objekt bezieht.
Das Wort "Funktor" wurde von dem deutschen Philosophen Rudolf Carnap (1891–1970) in seinem Buch Logische Syntax der Sprache (1934) geprägt und wurde zum Teil auch in einem weiteren Sinn als dem oben beschriebenen gebraucht, der auch Prädikatoren umfasste. In Introduction to Symbolic Logic and its Applications (1958) definierte er einen n-stelligen Funktor als "any sign whose full expressions (involving n arguments) are not sentences". Damit sind Prädikatoren keine Funktoren, was der heute üblichen Verwendung entspricht.

## Einteilungen
Die Funktoren werden nach unterschiedlichen Gesichtspunkten eingeteilt:

### Funktor 1. Stufe – Funktor 2. Stufe
Funktoren 1. Stufe sind Funktoren, die durch Ergänzung einen vollständigen Ausdruck oder Satz bilden.
Beispiel: {die Hauptstadt von} wird durch Ergänzung mit "Deutschland" zum Ausdruck "die Hauptstadt von Deutschland".
{läuft} wird durch Ergänzung mit "Hans" zu dem Satz "Hans läuft."
Funktoren 2. Stufe sind vor allem die Quantoren, die vollständige Ausdrücke oder Sätze durch das Einsetzen von Funktoren 1. Stufe bilden.

### Einteilung nach der syntaktischen Kategorie der Argumente
Nach der syntaktischen Kategorie ihrer Argumente werden Funktoren eingeteilt in:
(1) „namenbestimmende Funktoren“ (z. B. „läuft“; „ist kleiner als“)
(2) „aussagenbestimmende Funktoren“ (z. B. „nicht“, „oder“ ...)
(3) „funktorenbestimmende Funktoren“ (z. B. „sehr“ in „das Kind ist sehr schön“ (das Argument ist hier „schön“)).

### Einteilung nach der syntaktischen Kategorie des entstehenden Ausdrucks
Nach der syntaktischen Kategorie des molekularen Ausdrucks, der aus dem Funktor und seinen Argumenten besteht, werden Funktoren eingeteilt in:
(1) Namenerzeugende Funktoren (Bsp.: „ein schlechtes“ in „ein schlechtes Beispiel“);
(2) aussagenerzeugende Funktoren (Bsp.: "er läuft oder steht" ist wiederum eine Aussage);
(3) Funktorenerzeugende Funktoren (Bsp.: „schrill“ in „die Klingel läutet schrill“, hier ist „schrill“ mit seinem Argument „läutet“ wieder ein Funktor).

### Einteilung nach der Anzahl der Argumente
Nach der Anzahl ihrer Argumente können die Funktoren eingeteilt werden in:
(1) einstellige (monadische) Funktoren („gähnt“);
(2) zweistellige (dyadische) Funktoren  („bestiehlt“);
(3) dreistellige (triadische) Funktoren („.. schenkt .. das Buch ..“);
(4) n-stellige Funktoren.